# منطقة تل أبيب
منطقة تل أبيب (بالعبرية: מחוז תל אביב) هي منطقة إدارية إسرائيلية مركزها مدينة تل أبيب / يافا. وتعد واحدة من 6 مناطق إدارية (ألوية) إسرائيلية منذ حرب 1948 في فلسطين التاريخية. المناطق الأخرى هي: لواء الشمال ولواء حيفا واللواء الأوسط ولواء القدس ولواء الجنوب. وتعد أكثر المناطق الإسرائيلية كثافة بالسكان.

## مدن اللواء
بعد حرب 1948 وأثنائها، أقدمت إسرائيل على مصادرة وتدمير عشرات البلدات والقرى الفلسطينية في هذه المنطقة، وتهجير أهلها من معظمها. وقد أقامت مدن جديدة على أنقاض تلك البلدات المهجرة وفي مناطق أخرى كانت سابقا مستوطنات يهودية لإستيعاب المهاجرين اليهود إلى فلسطين. إلاّ أن هناك بعض من المدن والقرى لا تزال تحوي نسبة كبيرة من الفلسطينيين الذين بقوا في أرضهم بعد النكبة، وهم عرب 48. حاليا، من الناحية الإدارية أغلب المدن في هذا اللواء ذات غالبية يهودية ساحقة من المهاجرين، ومن يهود فلسطين الموجودين قبل النكبة.
| المدن المختلطة | المدن اليهودية |
| -------------- | --- |
| - يافا         | - تل أبيب (كانت جزء من يافا قبل النكبة) - بني براق - بات يام - هرزيلية - رامات جن - حولون - جفعاتايم - كريات أونو - أور يهودا - رامات هاشارون |

## البلدات والقرى
يتكون هذا اللواء أيضا من مجلسين محليين.